# Изумруд (бронепалубный крейсер)
Изумру́д — российский бронепалубный крейсер типа «Жемчуг».
Проект был разработан специалистами Невского судостроительного и механического завода на основе чертежей крейсера «Новик», построенного немецкой фирмой «Шихау».
Постройка велась в рамках судостроительной программы от 1898 года «для нужд Дальнего Востока».
Заложен на стапелях Невского судостроительного завода 1 июня 1902 года вместе с однотипным «Жемчугом». В тот же день состоялся спуск на воду миноносца «Безупречный».

## Участие в Цусимском сражении
Принял участие в Цусимском сражении Русско-японской войны в составе Второй Тихоокеанской эскадры (командир — капитан 2-го ранга В. Н. Ферзен). Во время боя вёл успешный огонь по неприятелю, удачно маневрируя от японских снарядов, при этом получил три попадания без потерь среди экипажа. Единственный крейсер, не бросивший эскадру после боя, ночью охранял остатки Второй Тихоокеанской эскадры от атак миноносцев. На второй день после Цусимского сражения японцы, имея многочисленное превосходство, отрядом броненосцев окружили крейсер. Не имея достаточного количества боеприпасов и угля, также имея сильные повреждения, оставшиеся корабли эскадры приняли решение сдаться. При поднятии на ведущем броненосце сигнала о сдаче японцам крейсер не подчинился приказу, на полном ходу вышел из строя и вырвался из окружения. Пробирался в одиночку во Владивосток.

## Гибель крейсера
Командир корабля капитан 2-го ранга Ферзен, проявивший себя блестяще во время боя и прорыва кольца окружения, уже на пути во Владивосток поддался панике, стал неадекватно вести себя при подходе к берегам России. Сначала требовал изменить курс, из-за чего корабль «проскочил» мимо Владивостока на 180 миль, далее неправильно выбрал курс крейсера при заходе в залив Владимира, что привело к посадке на камни. Затем, опасаясь подхода кораблей противника и не дождавшись прилива для снятия судна с камней, принял решение уничтожить совершенно исправный корабль и команде идти пешком во Владивосток. Возможно на принятие решений в тот момент повлияло нервное напряжение и отсутствие отдыха практически всего экипажа.
В дальнейшем данные действия командира корабля оправдывались вероятностью минирования подходов к Владивостоку и нежелание сдавать корабль противнику, который, возможно, мог преследовать крейсер, следующий во Владивосток.

## Экипаж в 1905 году
- Командир: капитан 2-го ранга барон Ферзен, Василий Николаевич
- Старший офицер: капитан 2-го ранга Калинин Иван Александрович
- Ревизор: лейтенант Романов, Владимир Вадимович
- Минный офицер: лейтенант Заозерский, Михаил Евгеньевич
- Артиллерийский офицер: лейтенант Васильев, Виктор Сергеевич
- Старший штурманский офицер: лейтенант Полушкин, Александр Сергеевич
- Младший штурманский офицер: мичман Свербеев, Фёдор Дмитриевич
- Вахтенный начальник: мичман Вирениус, Николай Андреевич
- Вахтенный офицер: мичман Соловьев, Борис Всеволодович
- Вахтенный офицер: мичман Феодосиу, Дмитрий Ильич
- Вахтенный офицер: мичман Нордман, Антон Николаевич
- Вахтенный офицер: прапорщик по морской части барон Стуарт, Александр Александрович
- Старший судовой механик: штабс-капитан КИМФ Семенюк, Александр Данилович
- Младший судовой механик: поручик КИМФ Топчиев, Александр Григорьевич
- Младший судовой механик: прапорщик по механической части Шандренко, Александр Николаевич
- Младший судовой механик: прапорщик по механической части А. Т. Дарморозов
- Судовой врач: коллежский асессор Кравченко, Владимир Семёнович
- Судовой врач: лекарь Бравин, Александр Михайлович

## Галерея

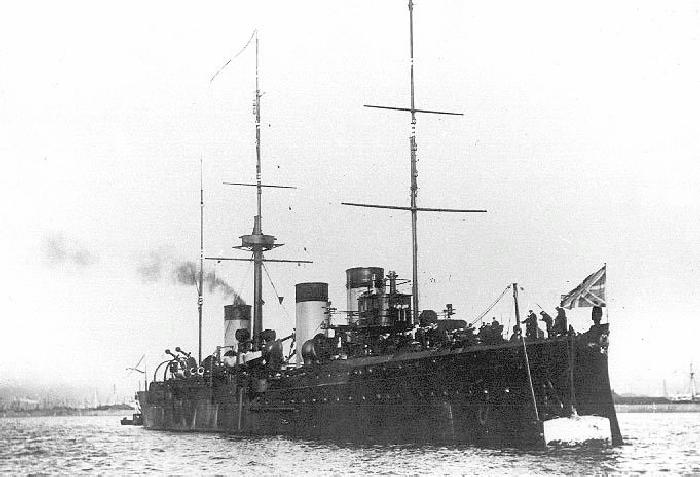
Крейсер «Изумруд»
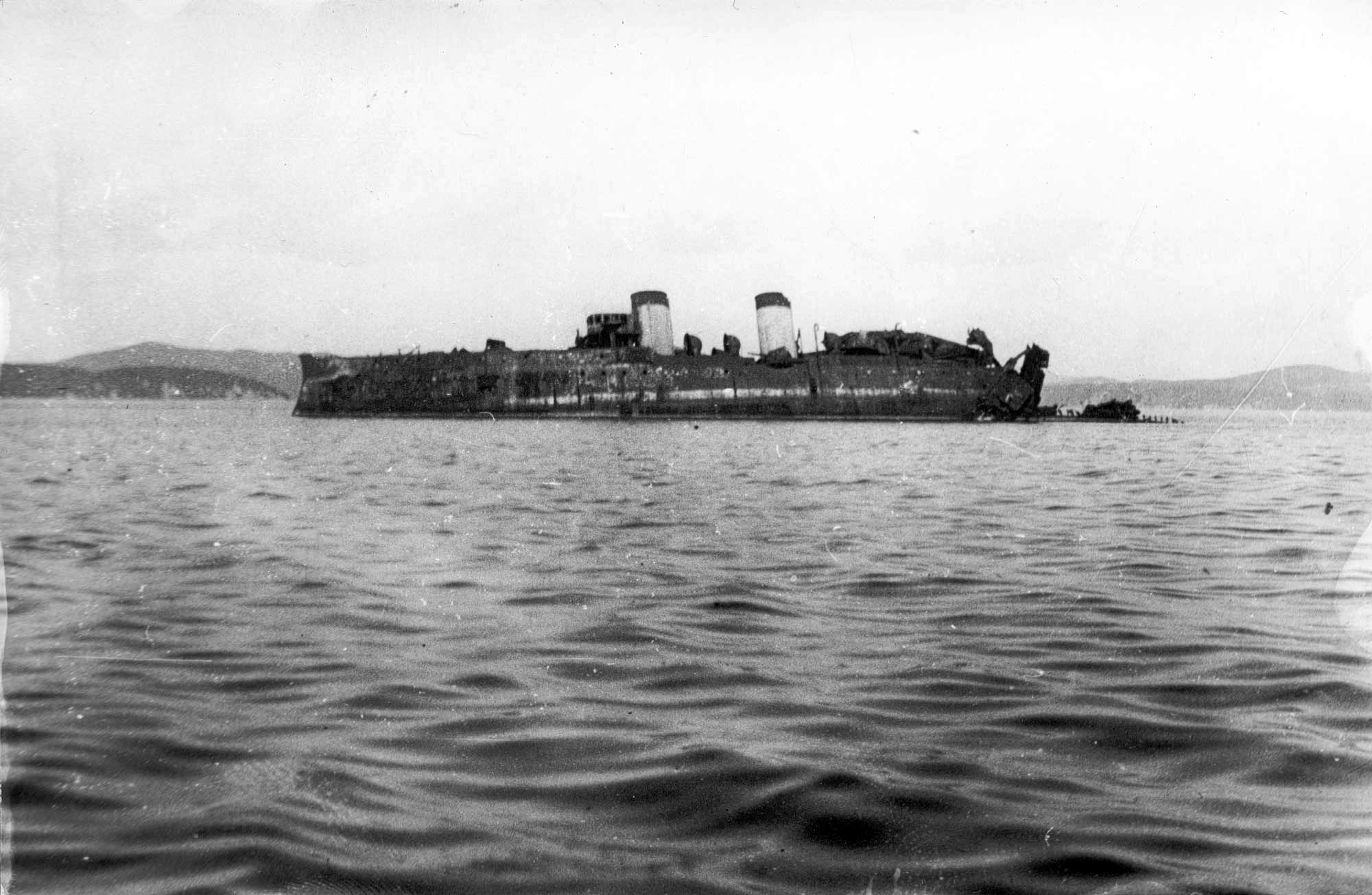
Взорванный крейсер «Изумруд» в заливе Владимира, 1905 год.
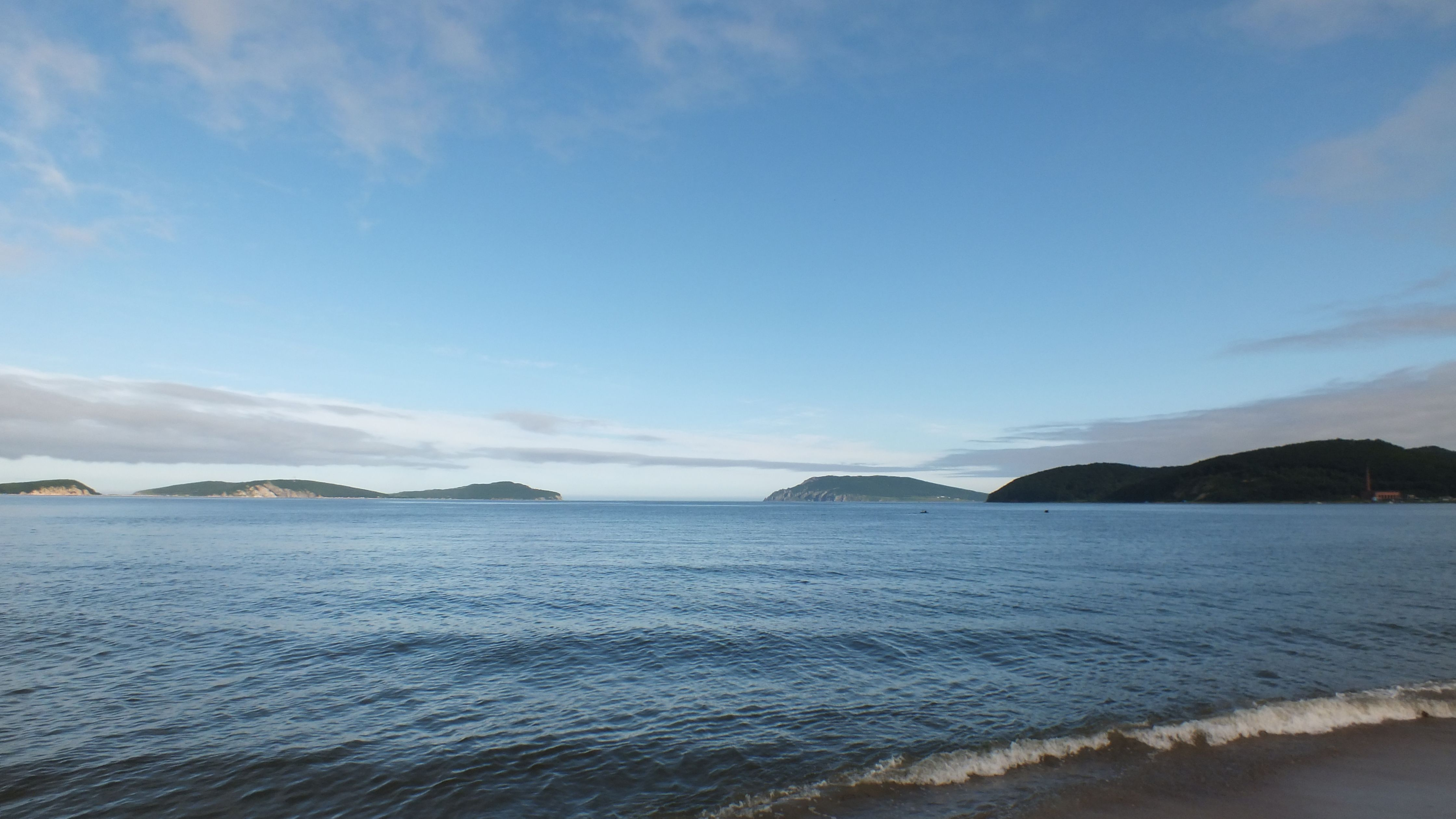
Вдали справа — полуостров Ватовского, возле него на дне залива лежат останки крейсера.
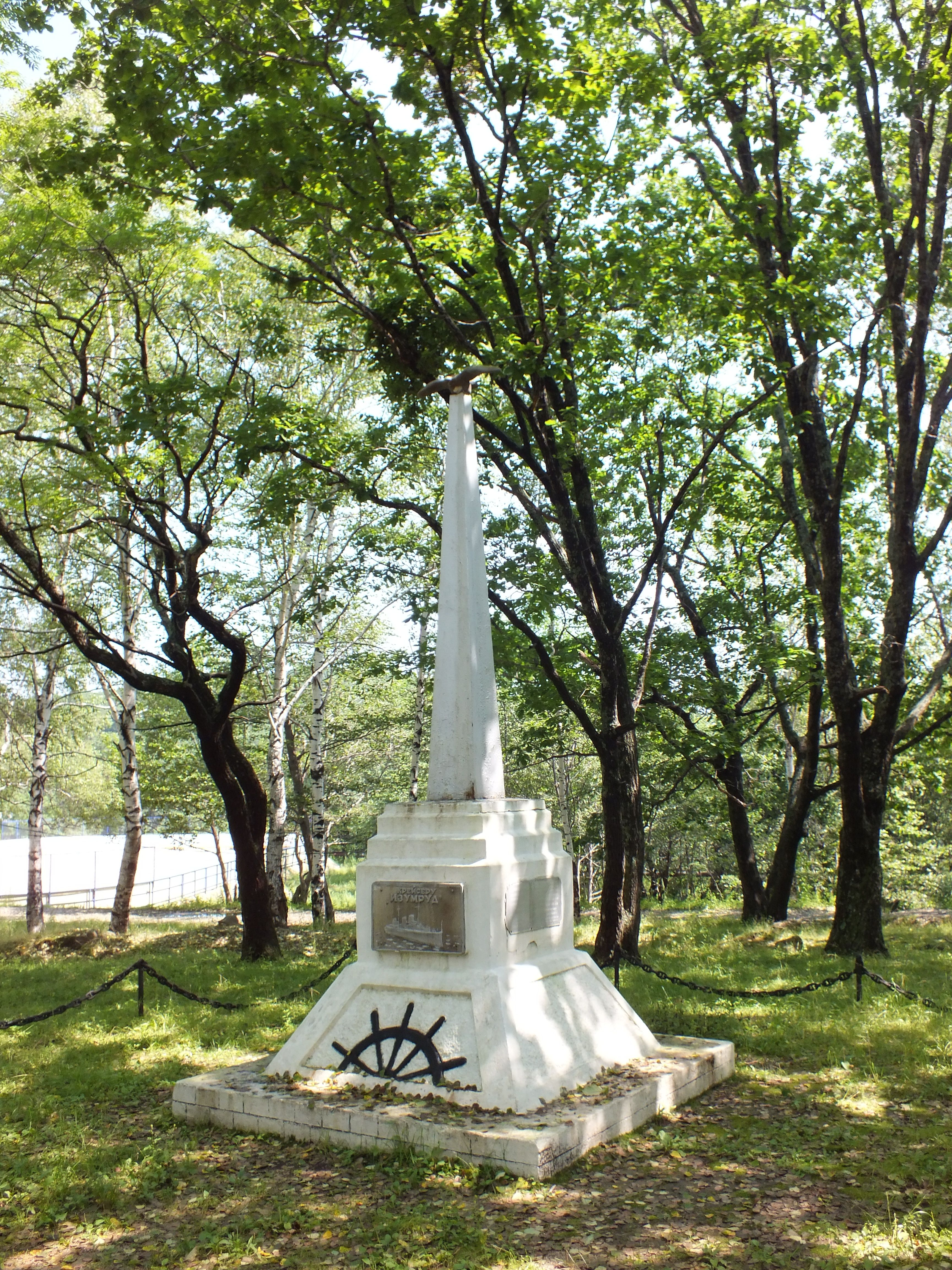
Памятник морякам крейсера «Изумруд» в пос. Тимофеевка Ольгинского района Приморского края.